# Marian Engel
Marian Engel, OC, (* 24. Mai 1933 in Toronto, Ontario; † 16. Februar 1985 ebenda) war eine kanadische Schriftstellerin.

## Leben
Marian Engel wurde als Marian Searle in Toronto geboren. Sie studierte an der McMaster University in Hamilton, Ontario, und an der McGill-Universität in Montreal. Nach dem Abschluss des Studiums unterrichtete sie an der McGill-Universität und der University of Montana. Sie heiratete 1962 den kanadischen Schriftsteller Howard Engel, von dem sie 1978 geschieden wurde.
Marian Engel ist eine der wichtigsten Vertreterinnen der zeitgenössischen kanadischen Literatur. In ihren Werken stehen meistens Frauen im Mittelpunkt. Für ihr bekanntestes Werk Bär (Bear), einen Roman über die erotische Beziehung zwischen einer Bibliothekarin und einem Bären, erhielt sie 1976 den Governor General’s Award for Fiction. 
1982 wurde sie zum Officer des Order of Canada ernannt und erhielt den Toronto Book Awards für  Lunatic Villas.
Neben Romanen schrieb sie auch drei Kinderbücher.

## Marian Engel Award
Nach ihrem Tod wurde vom Writer’s Development Trust of Canada der Marian Engel Award gestiftet, der jährlich an eine Schriftstellerin verliehen wird.

## Werke
- 1968 No Clouds of Glory
- 1970 The Honeyman Festival
- 1974 Monodromos
- 1975 Joanne. The last days of a modern marriage
- 1975 Sarah Bastard's Notebook
- 1976 Bear. McClelland & Stewart, 1976
  - in Deutsch: Bär. Übers. Gabriele Brößke. Frauenbuchverlag, 1986; wieder Unionsverlag, 2005, ISBN 978-3-293-20339-6; Neuausgabe btb, 2022, ISBN 978-3-442-75956-9.
- 1979 The Glassy Sea
- 1981 Lunatic villas
- 1981 The Year of the Child
- 1985 Tattooed Woman

### Kinderbücher
- 1975 Inside the Easter Egg
- 1975 One Way Street
- 1977 My name is not Odessa Yarker